# Otto Dziobek (Offizier)

Hauptmann Otto Dziobek

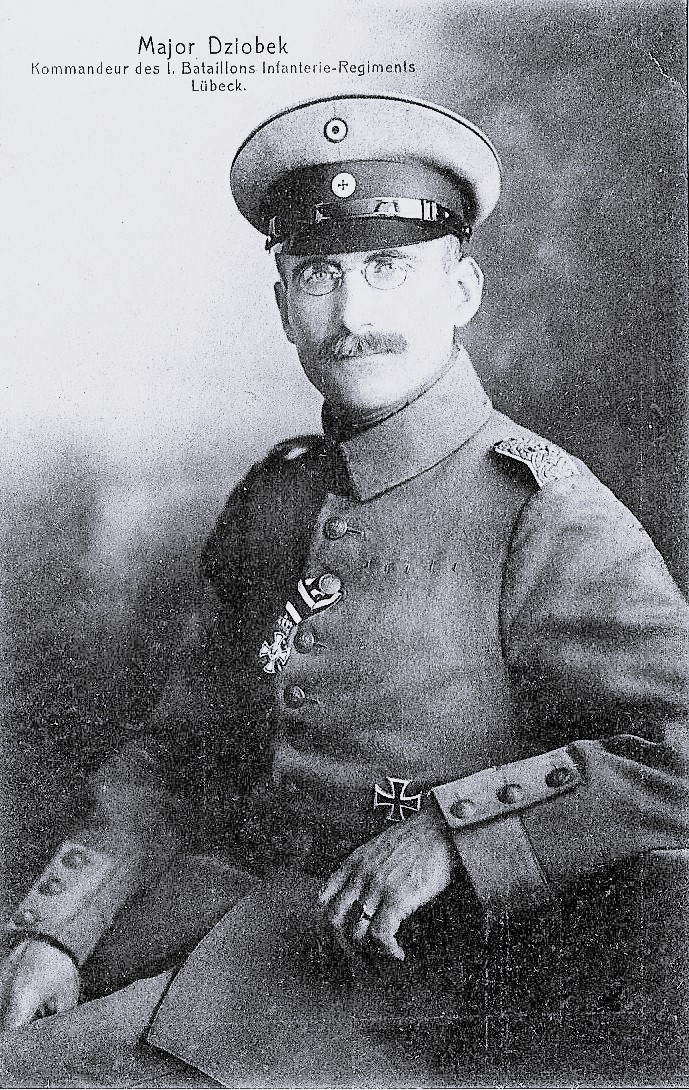

Kaserne des Kaiserlichen I. Seebataillons

Die Offiziere des IR 162 im Februar 1917

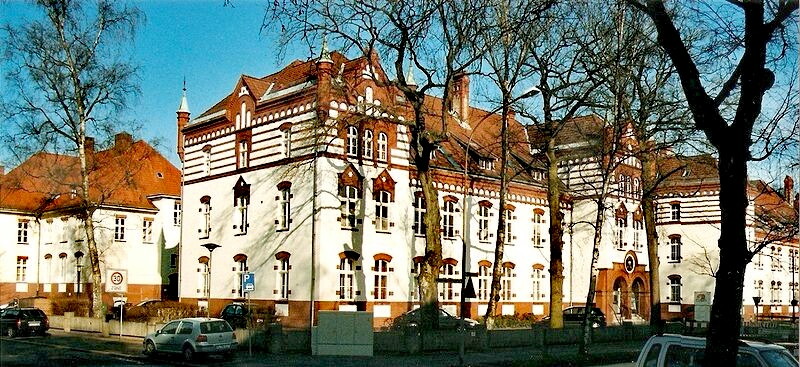
Ehemalige Kaserne des I./162

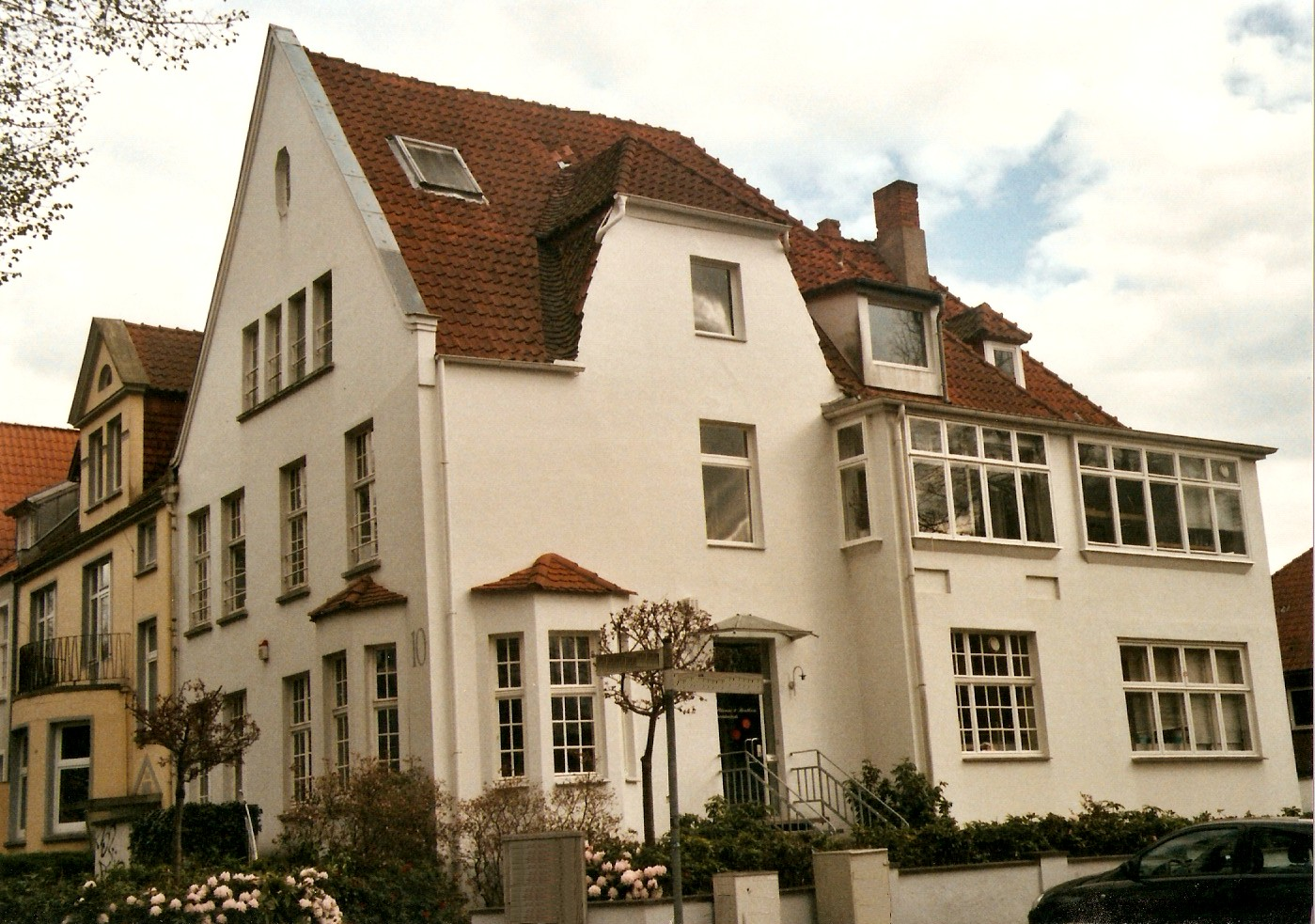
Ehemaliges Dziobeksches Haus zu Lübeck

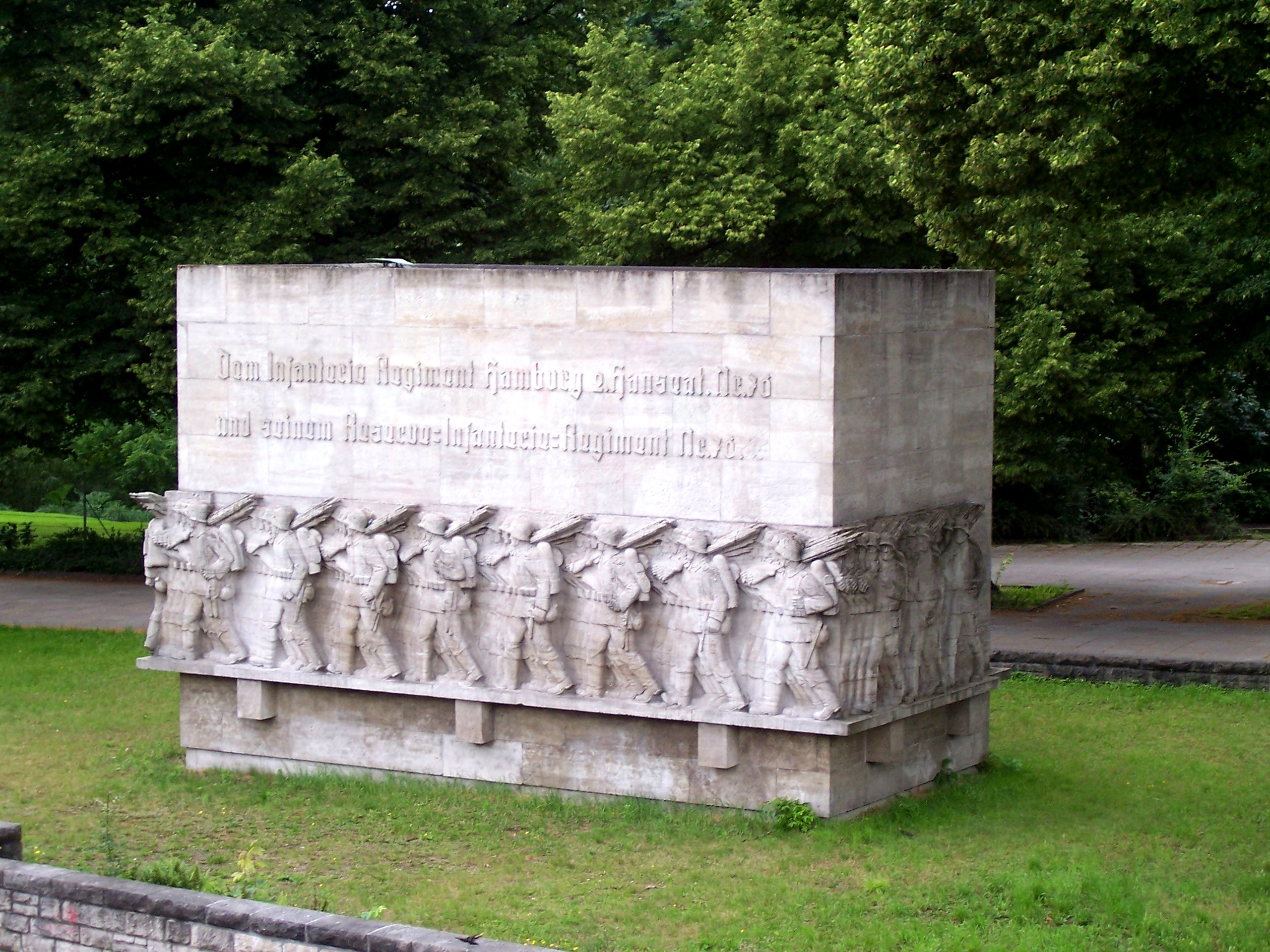
Denkmal des Reserve-Infanterie-Regiments Nr. 76 in Hamburg

Otto Gustav Eduard  Dziobek (* 9. April 1875 in Saarlouis; † 26. November 1964 in Hamburg) war ein deutscher Oberst im Zweiten Weltkrieg.

## Leben
Dziobek hatte sechs Brüder und lebte bis 1879 in Metz. Von dort zog die Familie nach Charlottenburg, wo er bis 1883 die Kaiserin-Augusta-Schule besuchte. Als die Namenspatronin Augusta von Sachsen-Weimar-Eisenach am 9. März 1882 die Schule besuchte, erhielt er – wie er später gern berichtete – von dieser einen Kuss. In den beiden Folgejahren besuchte er zunächst die Vorbereitungsschule und dann das Domgymnasium Magdeburg. Ab 1885 war er Schüler des Stephaneums in Aschersleben, wo die Familie wohnte.
Im Mai 1887 kam er an die Potsdamer Kadettenanstalt und 1891 an die Preußische Hauptkadettenanstalt. Als Sekondeleutnant trat er 1894 in das Infanterie-Regiment „Fürst Leopold von Anhalt-Dessau“ (1. Magdeburgisches) Nr. 26 in Magdeburg. Vier Jahre später (1898) wurde er zur Marineinfanterie, dem I. See-Bataillon, nach Kiel versetzt. Auf der Dresden trat er 1900 die Ausreise nach Tsingtao ins Kiautschou-Gebiet an, wo er mit dem III. Seebataillon an der Niederwerfung des Boxeraufstands teilnahm. Bei den Kämpfen im Hinterland wurde er achtmal verwundet. Ab Oktober 1900 war er in Japan, wo er zum I. Ersatz-See-Bataillon kommandiert wurde. Im April 1901 verließ er mit der Andalusia Asien. Zurück in Kiel, war er Inspektionsoffizier und Lehrer an der Marineakademie und -schule (Kiel). Danach kehrte er vom I. Ersatz- zum I. See-Bataillon zurück.
Nachdem er 1902 zur Militär-Turnanstalt in Berlin versetzt und 1903 zum Oberleutnant befördert worden war, schied er 1904 aus der Marineinfanterie aus und trat beim 2. Kurhessischen Infanterie-Regiment Nr. 82 nach Göttingen zurück in die Preußische Armee.
Von Oktober 1904 bis Oktober 1906 war er Adjutant des I. Bataillons und dann drei Jahre des II. Bezirkskommandos in Kassel. Nach der Beförderung zum überzähligen Hauptmann im Januar 1911 wurde er zum Infanterie-Regiment „Lübeck“ (3. Hanseatisches) Nr. 162 nach Lübeck versetzt und dort als Chef der 8. Kompanie verwendet.
Nach Ausbruch des Ersten Weltkriegs wurde Dziobek im Oktober 1914 zum Kommandeur des II. Bataillons des Reserve-Infanterie-Regiments Nr. 90 ernannt, kehrte aber bereits im Dezember zu „seinen“ 162ern zurück. Bis Weihnachten 1914 war er mit der Führung des I. Bataillons betraut und wurde dann zu deren Kommandeur ernannt. An die Stelle des Chefs seiner Kompanie trat Hans am Ende. Im Oktober, während des zweiten Einsatzes des Regiments bei der Schlacht an der Somme, wurde das Bataillon „Dziobek“ dem aus dem Führer des III. Bataillons, Holger Ritter, sowie des II. Bataillons des Schleswig-Holsteinischen Infanterie-Regiments Nr. 163 und einem fremden Bataillon entstehenden neuen Regiment „Ritter“ unterstellt. Dieses war jedoch genauso temporär, hier für die Sommeschlacht, wie das Regiment „Sick“ einst für Thélus.
Nach der A.K.O. vom 25. November 1916, seiner Beförderung zum Major, wurde er in den zwölf Monaten nach Februar 1917 zu drei einwöchigen Lehrgängen abkommandiert. Er wurde zur Minenwerfer-Schule Asch bei Genk, zur Heeresgasschule in Berlin und zur Übungsdivision nach Valenciennes abkommandiert.
Da er bereits 1917 eine Woche mit der Führung des Reserve-Infanterie-Regiments Nr. 76 betraut war, wurde sie ihm Mitte Oktober 1918 übertragen.
Nach dem Ersten Weltkrieg bekleidete er ab März 1919 die Stelle vom Kommandeur des Freiwilligen-Bataillons (I./162) in Eutin, ab Mai die des Leiters der Werbezentrale in Lübeck, bevor er im September zum Generalkommando nach Schwerin abkommandiert wurde. Von Oktober 1919 bis Oktober 1920 war er Kommandant der Abwicklungsstelle des Infanterie-Regiments Nr. 162. Während jenes Jahres bekleidete er im November 1919 als Letzter den Posten des Kommandanten von Sylt, jener Insel, die der erste Einsatzort des Regiments zu Zeiten des Krieges war. Im Anschluss wurde er zum Abwicklungsamt des XI. Armee-Korps nach Altona kommandiert, wo er mit Ablauf des 31. Dezember 1920 aus dem Heeresdienst ausschied. Im April 1920 wurde er verabschiedet mit dem Charakter eines Oberstleutnants à la suite des Infanterie-Regiments „Lübeck“ (3. Hanseatisches) Nr. 162 zur Disposition gestellt.
Als Zivilist arbeitete er bei der Spar- und Anleihekasse in Lübeck. Da er einer der wenigen gewesen sei, die während des Krieges fast ununterbrochen dem Lübecker Regiment angehörten, trat zu jener Zeit der ehemalige Regimentschef, Oberst von Rettberg, mit der Bitte an ihn heran, zur 25. Wiederkehr des Stiftungstages des Regiments dessen Geschichte niederzuschreiben. Bei seinem Besuch in Hannover am 15. Juni 1922 überreichte er ein Exemplar  dem Generalfeldmarschall Paul von Hindenburg.
Noch im Januar 1921 wechselte er an die Commerz- und Privatbank nach Hamburg und zog im Mai dorthin.
1940 wurde er als Oberstleutnant z. V. und Kommandant der Ortskommandantur I/697 (Feldpost 38112) reaktiviert. Über Königsberg gelangte er Mitte April nach Oslo, wo er zum Kommandanten der Festung Akershus und kurz darauf auch zum Stadtkommandanten von Oslo ernannt wurde. Im September 1940 erhielt er sein Offizierspatent zum Oberstleutnant.
Im Mai 1943 wurde seine Mobilmachungsbestimmung aufgehoben und er kehrte zurück nach Hamburg, wo er am 1. Juni 1943 Oberst wurde. In der Operation Gomorrha verlor er eine Tochter, die als Ärztin im Eppendorfer Krankenhaus praktizierte. Mit Ablauf November 1943 schied er endgültig aus dem Militärdienst aus.
Zu seinem 70. Geburtstag ernannte ihn der Kameradschaftsbund ehemaliger Angehöriger des Reserve-Infanterie-Regiments Nr. 76 zu seinem Ehrenmitglied.
Nach dem Krieg übernahm er ab 1. Januar 1946 wieder die Geschäftsführung beim Volksbund Deutsche Kriegsgräberfürsorge. 74-jährig trat er am 1. Oktober 1949 von dieser zurück.
In seinen letzten Jahren wurde er zum Wandervogel entlang der Hamburger Auen an der Alster. Es bildete sich um ihn herum eine wanderbegeisterte Gruppe aus Regierungsräten, Advokaten, Ärzten und Reedern älteren Semesters. Die sogenannten „Mittwochswanderer“ nannten ihn „Kommodore“.

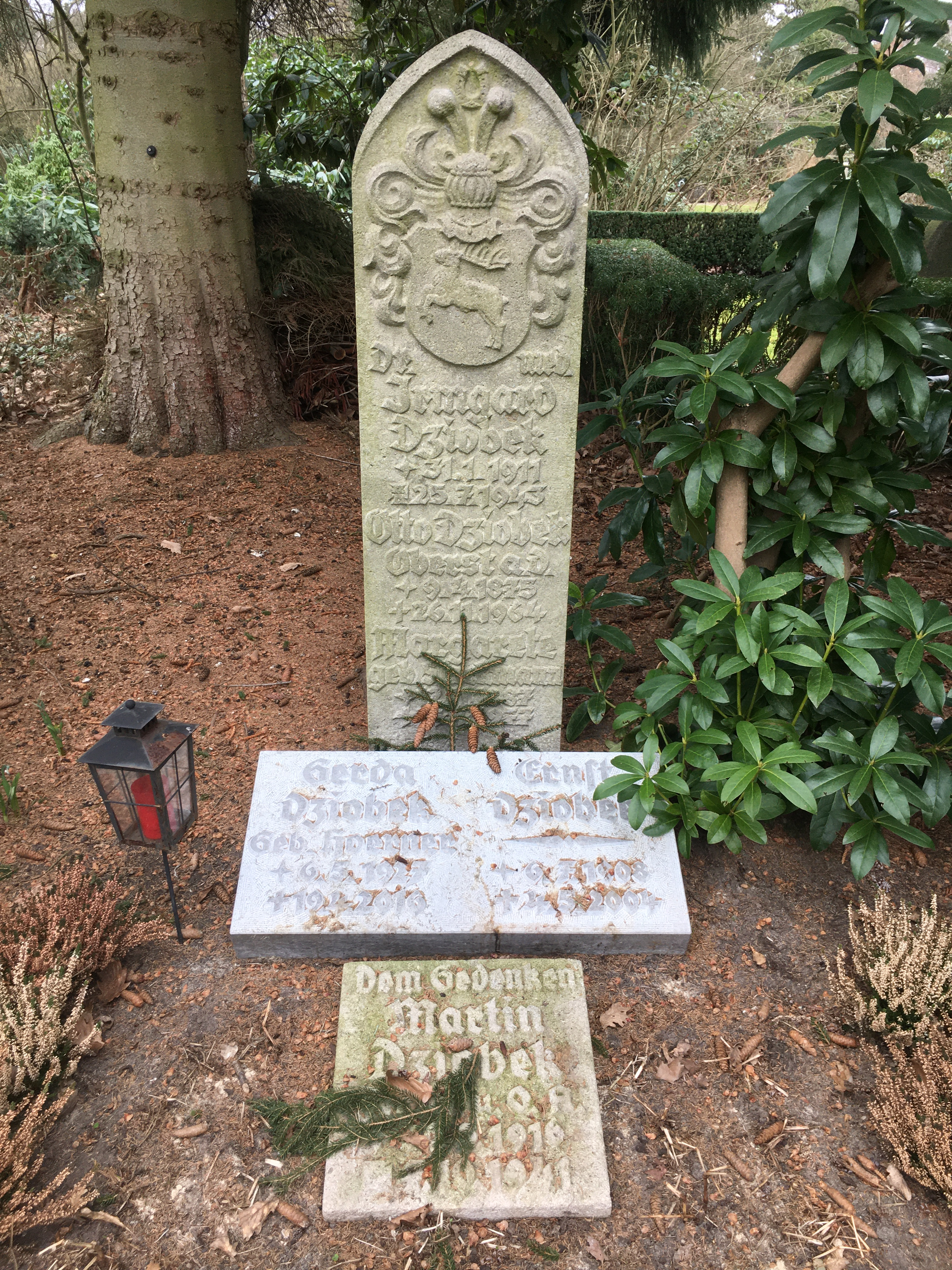
Grabstätte auf dem Friedhof Ohlsdorf

Der 89-jährig Verstorbene wurde im Familiengrab auf dem Friedhof Ohlsdorf beigesetzt. Dieses befindet sich im Planquadrat BL 59 westlich der Kapelle 12.

## Auszeichnungen
- Zentenarmedaille im Jahre 1897
- Kronen-Orden IV. Klasse mit Schwertern im Jahre 1900[4]
- China-Gedenkmünze aus Bronze mit Kaumi-Spange
- Eisernes Kreuz (1914)
  - II. Klasse am 22. September 1914
  - I. Klasse am 24. Dezember 1914[5][6]
- Hanseatenkreuz
  - Lübeck am 10. November 1915
  - Hamburg am 12. März 1919
- Ritterkreuz des Königlichen Hausordens von Hohenzollern mit Schwertern im September 1916 im Namen General von Belows
- Fürstlich Schwarzburgisches Ehrenkreuz II. Klasse mit Schwertern im Jahre 1917
- Preußisches Dienstauszeichnungskreuz
- Kriegsverdienstkreuz (1939)
  - II. Klasse am 1. Oktober 1940 durch Generaloberst Eduard Dietl
  - I. Klasse am 1. September 1942 durch General der Artillerie Engelbrecht

## Werke
- Otto Dziobek: Geschichte des Infanterie-Regiments Lübeck (3. Hanseatisches) Nr. 162. Verlag Gerhard Stalling, 1922 Oldenburg i. D.
- Lübeckische Blätter 1937, Nr. 18: Ansprache des Oberstleutnants a. D. Dziobek bei der Erinnerungsfeier zur Errichtung des Infanterie-Regiments „Lübeck“ (3. Hanseatisches) Nr. 162 vor 40 Jahren. Gehalten im Hause der Gemeinnützigen Gesellschaft zu Lübeck am 17. April 1937.